# Knattspyrnufélag Garðabæjar
Knattspyrnufélag Garðabæjar, viết tắt KFG, là một câu lạc bộ bóng đá Iceland đến từ Garðabær, thành lập năm 2008. Câu lạc bộ hiện đang thi đấu ở 3.deild karla.
Cựu cầu thủ đáng chú ý:
- Ellert Sigurþórsson
- Sindri Rósenkranz (hiện tại tập trung cho sự nghiệp thi đấu darts)
- Andri Valur Ívarsson
- Brynjar Björn Gunnarsson

## Danh hiệu
Fjórðadeildinn (cấp độ 5)
- Thăng hạng: 2016